# هيرمان بريتشارد
هيرمان بريتشارد (بالإنجليزية: Herman Pritchard)‏ هو لاعب كرة قدم أمريكية أمريكي، (ولد في مقاطعة هانكوك في الولايات المتحدة 1883  م).